# فرانک ویلیامز (بازیگر)
فرانک ویلیامز (انگلیسی: Frank Williams; ۲ ژوئیهٔ ۱۹۳۱ – ۲۶ ژوئن ۲۰۲۲) بازیگر، بازیگر تلویزیون، نمایشنامه‌نویس، و بازیگر تئاتر اهل بریتانیا بود. وی بین سال‌های ۱۹۵۳ تا ۲۰۲۲ میلادی فعالیت می‌کرد.
او در فیلم اوه! سگ بهشتی بازی کرده است.